# The Explorer
The Explorer är E-Types andra album som släpptes hösten 1996. 
Detta album är inte på samma sätt som debutalbumet Made in Sweden en samling eurodance-låtar, utan mer vanligare poplåtar, fast med E-Types signum. Nana Hedin sjöng på fem av låtarna, och Jessica Folcker medverkade också på albumet.
Singeln Free Like A Flying Demon hamnade etta på Sverigetopplistan. Flera singlar följde; Calling Your Name, Back in the Loop, I Just Wanna be with You och You Will Always Be A Part Of Me.
Låten "You Will Always Be A Part Of Me" gjorde E-Type till TV-programmet Vetenskapens värld, till ett avsnitt om Birka.[källa behövs] Programledare för programmet var E-Types pappa Bo G Eriksson. I introlåten "The Explorer" är det skådespelaren Jan Nygren som "läser" upp den korta berättelsen av mannen kallad The Explorer. I musikvideon till Calling Your Name spelade skådespelaren Per Oscarsson präst.

## Låtlista
1. Intro - The Explorer
2. Calling Your Name
3. Back in the Loop
4. I Just Wanna be with You
5. Free Like A Flying Demon
6. You Know
7. Forever Wild
8. Fall from the Sky
9. I'm not Alone
10. We Gotta Go
11. You will Always be a Part of Me
12. So dem a com (Explorer version)

## Producenter
- 1, 6: Max Martin, E-Type
- 2, 3, 4, 8: Kristian Lundin, E-Type
- 5, 7, 9, 10: Denniz Pop, Max Martin & E-Type
- 11: Per Magnusson, David Kreuger & E-Type
- 12: Kristian Lundin, Max Martin & E-Type[5]